# فريدريك أغسطس فوربس
فريدريك أغسطس فوربس (بالإنجليزية: Frederick Augustus Forbes)‏ هو سياسي أسترالي، ولد في 30 سبتمبر 1818 في أستراليا، وتوفي في 9 يوليو 1878 في إبسوتش في أستراليا.

## مناصب
- انتخب Speaker of the Legislative Assembly of Queensland [الإنجليزية]‏.
- انتخب عضو المجلس التشريعي ولاية كوينزلاند عن دائرة Electoral district of West Moreton (Queensland) [الإنجليزية]‏ (28 سبتمبر 1868 – 18 نوفمبر 1873).
- انتخب عضو المجلس التشريعي ولاية كوينزلاند عن دائرة Electoral district of Warrego [الإنجليزية]‏ (25 مارس 1865 – 8 يوليو 1867).
- انتخب عضو المجلس التشريعي ولاية كوينزلاند عن دائرة Electoral district of Ipswich [الإنجليزية]‏ (10 مايو 1860 – 30 مايو 1863).